# Alfaroa guanacastensis
Alfaroa guanacastensis ist eine in Costa Rica endemische Baumart aus der Familie der Walnussgewächse (Juglandaceae). 

## Merkmale
Alfaroa guanacastensis ist ein bis zu 27 m hoher, einhäusiger Baum mit einem Brusthöhendurchmesser von bis 90 cm. Brettwurzeln sind klein bis groß und bis 3 m am Stamm hinaufreichen. Die Borke ist ganz oder wird in kleinen Stücken abgeworfen. Sie ist bis 1 cm dick, rötlichbraun an der Oberfläche, im Inneren durchgehend rosa oder außen rosa und innen orange. Die Knospen und Zweige sind kahl.
Die Blätter stehen gegenständig und sind kahl. Die Blattstiele sind 2 bis 5 cm lang, die Rhachis meist 4 bis 16, selten bis 22 cm. Die 8 bis 10 Fiederblättchen sind gegenständig oder annähernd so, ganzrandig, symmetrisch, flach bis leicht zurückgerollt und kahl, mit Ausnahme gelegentlich auftretender Haare an der Blattbasis zwischen Blattrippe und Rand. Die Blättchenstiele sind 2 bis 7 mm lang. 
Die weiblichen Blütenstände stehen endständig an diesjährigen Trieben, sind steif und aufrecht mit bis zu 45 Blüten pro Ähre. Die männlichen Kätzchen stehen zu 2 bis 6 und bilden eine zusammengezogene, endständige Rispe an diesjährigen Trieben oder sie entstehen aus Achselknospen an vorjährigen Trieben. Es kommen auch androgyne Rispen vor, mit ein bis zwei Paar gegenständigen männlichen Kätzchen und darüber ein bis vier weiblichen Blüten in einem endständigen Kätzchen. 
Die männlichen Blüten duften nach Gardenien, sind sitzend. Sie stehen in einem dreilappigen Tragblatt, das kurz, breit und stumpf. Die vier Blütensegmente sind haubenförmig, jedes verdeckt teilweise je drei der insgesamt 12 Staubblätter. Die Pollenkörner sind in Polaransicht fast dreieckig und haben einen Durchmesser von 21,8 Mikrometer. Die weiblichen Blüten sind gestielt. Das dreilappige Tragblatt ist mit den Brakteolen verwachsen. Die vier Kelchlappen reichen über die Narbe und bilden zur Blütezeit eine Kammer, können aber auch zurückgebogen sein. Der Griffel ist kurz oder fehlt, die Narbenlappen sind hufeisenförmig. 
Die Form der Frucht ist variabel und reicht von kugelig mit 2,5 cm Durchmesser bis länglich (3,8 × 1,7 cm). Der Kelch bleibt als Schnabel an der Spitze erhalten. Der Tragblatt-Lappen ist 8 bis 10 mm groß und an die Nuss gedrückt. Die Hülle ist mit 3 mm relativ dünn, die Oberfläche ist glatt, mit leichten Längsfurchen und -rippen. Die Nussschale ist 1 bis 2 mm dick und hart. 
Die ersten zwei im Freien erscheinenden Blätter des Sämlings sind variabel, gegenständig oder annähernd so, einfach oder zusammengesetzt, ganzrandig, selten mit einigen kleinen Zähnen. Die nächsten Blätter sind wechselständig, gefiedert und ganzrandig. Mit der Zeit werden die Blätter gegenständig.

## Verbreitung und Standorte
Alfaroa guanacastensis ist nur von der Cordillera de Guanacaste in Costa Rica, Provinz Guanacaste, bekannt, unter anderen von den Vulkanen Orosi, Maravalles und Tenorio und dem Gebiet um San Ramon am südöstlichen Ende der Cordillera de Tilaran. Sie wächst im submontanen Regenwald in 650 bis 1000 m Höhe. Sie kommt dabei an den tiefer gelegenen nassen Hängen der zur Karibik weisenden Seite vor, sowie im Bereich der Pässe und Grate, wo die feuchte, vom Pazifik kommende Luft vorbeistreicht.

## Belege
- Donald E. Stone: Juglandaceae, in: William Burger (Hrsg.): Flora Costaricensis, Fieldiana Botany, Band 40, 1977, S. 28–53, ISSN 0015-0746